# L'Affaire Chebeya, un crime d'État ?
Pour plus de détails, voir Fiche technique et Distribution.
L'Affaire Chebaya, un crime d'État ? est un film de procès documentaire belge réalisé par Thierry Michel et sorti en 2012. 

## Synopsis
L'assassinat en 2010 de Floribert Chebeya, militant congolais des droits de l'homme, est suivi, sous la pression internationale, d'un procès exceptionnel où un tribunal militaire est appelé à juger des hauts responsables de la police politique du gouvernement de Joseph Kabila.

## Fiche technique
- Titre : L'Affaire Chebaya, un crime d'État ?
- Réalisation : Thierry Michel
- Photographie : Thierry Michel
- Son : Thierry Michel
- Montage : Idriss Gabel
- Distribution : Les Films de la Passerelle
- Pays  :  Belgique
- Genre : documentaire
- Durée : 94 minutes
- Dates de sortie : 
  - Belgique - 29 février 2012
  - France - 4 avril 2012

## À propos du film
- « Alors que le général John Numbi, suspect numéro un dans l’assassinat de Floribert Chebeya, a saisi la justice belge pour faire interdire la diffusion de l’affiche du film, les autorités congolaises ont quant à elles refusé de délivrer un visa au réalisateur belge », indique Benjamin Roger sur le site de Jeune Afrique le 27 septembre 2012[1].
- Le film a été interdit au Cameroun, temporairement, et retiré du programme du festival Écrans noirs de Yaoundé[2].

## Distinctions

### Récompenses
- Grand prix (documentaires) du Festival 2 Cinéma 2 Valenciennes 2012
- Grand prix du Festival international du film des droits de l'homme de Paris 2012
- Étoile de la SCAM 2013

### Sélections
- Festival du film et forum international sur les droits humains (Genève) 2012
- Festival Vues d'Afrique (Montréal) 2012
- Magritte du cinéma 2013